# LPR-40型河川哨戒艇
LPR-40型河川哨戒艇（LPR-40がたかせんしょうかいてい、スペイン語: Patrullero Fluvial LPR-40）は、コロンビア海軍などが運用する河川哨戒艇の艦級。コロンビアの軍事造船企業であるCOTECMARによって開発・建造された。

## 設計

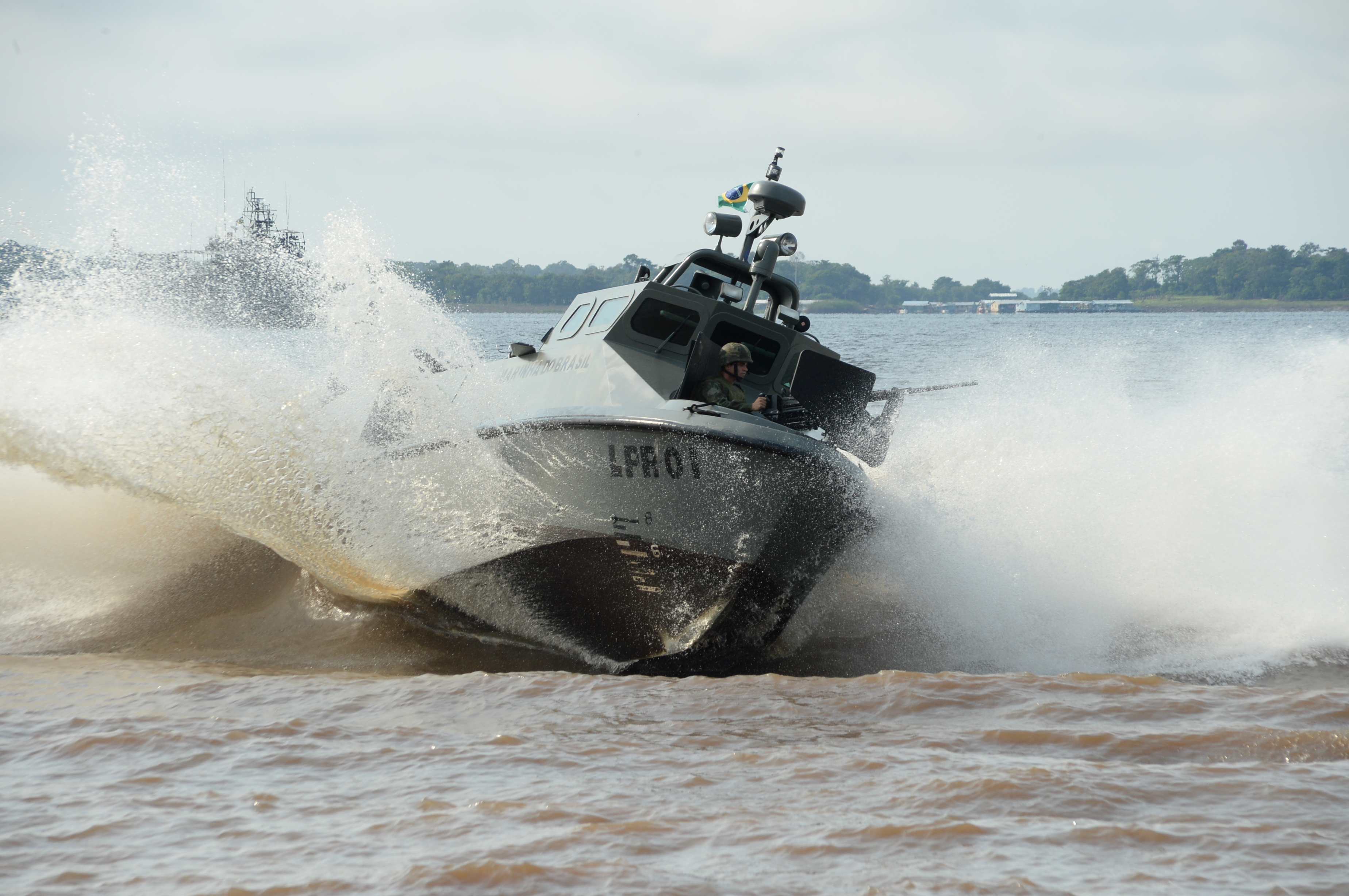
高速機動中のLPR-40

コロンビア海軍の河川戦闘艇戦術グループの指揮艇として設計された全長13メートル弱、満載排水量14トンの装甲艇で、4名ないし6名の乗員が搭乗する。改良モデルとして、MkIII型までのバリエーションが存在する。揚陸艦に搭載されて輸送されたことがあるほか、C-130輸送機による空輸も可能とされる。
複合材製の船体は浅水域で性能を発揮できるよう設計されており、防弾装甲が施されている。装甲材には軽量なダイニーマ（超高分子量ポリエチレン）が使用されており、MkIII型の場合7.62×51mmライフル弾に抗堪可能なNIJ レベル3規格の防弾能力がある。
主機関にはキャタピラー社のディーゼルエンジン2基を搭載し、ウォータージェット2基で推進する。最大速力は29ノット、航続距離は25ノット巡航時で513海里である。

## 装備
兵装は機関銃のみで、最初に建造された3隻は12.7mm重機関銃を3基装備していた。後期型であるMkII型の場合、艇首と艇尾にブローニングM2 12.7mm重機関銃を搭載可能な防盾付き銃座が1か所ずつと、両舷にM60 7.62mm機関銃またはM249 5.56mm機関銃を搭載可能な銃架が1か所ずつ用意されている。艇尾銃座についてはMk19 40mm自動擲弾銃を装備することも可能。MkIII型の場合、火力支援艇や偵察艇モデルにはRWS（遠隔操作式銃座）が装備される。
電子装備については、対水上レーダーとしてレイセオン社のR70を装備しているほか、ソナー、赤外線カメラ、VHF・UHF・HF無線機を搭載している。

## 運用国
- コロンビア - 2009年から就役を開始[1]。2024年時点で、コロンビア海軍が16隻を保有[2]。
- ブラジル - 2012年に4隻を発注し、2013年9月から受領を開始[8]。2024年時点で、ブラジル海軍が4隻を保有[3]。